# Szymon Olszaniec
Szymon Olszaniec (ur. 11 września 1968 w Bydgoszczy) – polski historyk, bizantynolog, badacz późnego antyku. 

## Życiorys
Absolwent historii Uniwersytetu Mikołaja Kopernika w Toruniu. Doktorat i habilitacja tamże. W 2018 uzyskał tytuł naukowy profesora. Pracownik Zakładu Historii Starożytnej Instytutu Historii Uniwersytetu Mikołaja Kopernika w Toruniu. Członek Komisji Bizantynologicznej Komitetu Badań o Kulturze Antycznej PAN. 

## Zainteresowania badawcze
- historia późnego cesarstwa rzymskiego
- polityka religijna cesarzy w późnym cesarstwie
- rola pogan na dworze i w administracji cesarstwa
- przemiany religii pogańskiej

## Wybrane publikacje
- Julian Apostata jako reformator religijny, Kraków: "Nomos", 1999
- Krąg uczniów Aideiosa. Przyczynek do problematyki środowisk neoplatońskich w 2 połowie IV wieku, Toruń: Wydawnictwo Naukowe Uniwersytetu Mikołaja Kopernika, 1999
- Comites consistoriani w wieku IV Studium prosopograficzne elity dworskiej cesarstwa rzymskiego 320-395 n.e., Toruń: Wydawnictwo Naukowe Uniwersytetu Mikołaja Kopernika, 2008
- (redakcja) Społeczeństwo i religia w świecie antycznym. Materiały z ogólnopolskiej konferencji naukowej (Toruń, 20-22 września 2007 r.), red. Szymon Olszaniec, Przemysław Wojciechowski, Toruń: Wydawnictwo Naukowe Uniwersytetu Mikołaja Kopernika, 2010.
- Prefektura praetorio Italii, Illyrikum i Afryki (312–425 n.e.), Toruń: Wydawnictwa Naukowe Uniwersytetu Mikołaja Kopernika, 2014